# Luiz-Ottavio Faria
Luiz-Ottavio Faria (Rio de Janeiro) é um cantor lírico (baixo) brasileiro. O baixo vive atualmente nos Estados Unidos da América.
É formado pela Juilliard School of Music, de Nova Iorque. Também foi aluno da Escola de Música Villa-Lobos, do Conservatorio Brasileiro de Música e da Universidade do Rio de Janeiro, além de freqüentar o American Institute of Music Studies (AIMS), na Áustria [carece de fontes?].

## Biografia
A estréia mundial de Luiz-Ottavio Faria se deu na ópera Un ballo in maschera, de Verdi, no papel de Tommaso, ao lado do tenor Carlo Bergonzi e do barítono brasileiro |Fernando Teixeira, no Theatro Municipal do Rio de Janeiro., com temporada estendida para o Theatro Municipal de São Paulo.
Possui apresentações como a interpretação de Timur da ópera Turandot de Giacomo Puccini no Festival La Coruña,, na Espanha, Fiesco da ópera Simon Boccanegra de Giuseppe Verdi, em Palermo, na Itália, e de Marcel, em "Les Huguenots" no Carnegie Hall.
Em 2010, foi Ferrando na ópera Il Trovatore na reinauguração do Theatro Municipal do Rio de Janeiro. No mesmo ano saiu o DVD Arena Di Verona Colection com a ópera Turandot de Giacomo Puccini interpretando Timur. 
Em 2018, interpretou Timur na ópera Turandot no Theatro Municipal de São Paulo.
Em janeiro de 2019, foi Timur, em Turandot na Ópera de Toulon, na França. 
Em 2019 esteve em Manaus, no XXII Festival Amazonas de Ópera interpretando Don Ruy Gomes em concerto da ópera Ernani de Giuseppe Verdi, no Teatro Amazonas, sob regência Luiz Fernando Malheiro.
Ainda no Brasil interpretou Sparafucile, na ópera Rigoletto de Verdi, sob a regência de Roberto Minczuk e a direção de Jorge Takla, no Theatro Municipal em São Paulo. Essa montagem foi realizada em outubro, no Teatro Solis de Montevideo, no Uruguai, sob regência do maestro uruguaio Martin Jorge.
Em 2020, no Sultanato de Omã interpretou Sarastro da ópera A Flauta Mágica de Mozart no Royal Opera de Muscat sob regência de Diego Fasolis e direção de Davide Livermore.
Em outubro esteve no Teatro São Carlos de Lisboa para interpretar Stromminger da ópera La Wally. Esteve em New Haven em um recital com Carlos Seise. 
Na França, Luiz-Ottavio Faria interpretou Sparafucile da ópera Rigoletto com a Orquestra Nacional Montpellier Occitanie, com direção musical de Roderick Cox. Na Espanha, em setembro, esteve em A Coruña, Galícia, como Giorgio Valton na obra I Puritani de Vincenzo Bellini em forma de concerto.. sob regência de Giacomo Sagripanti com a Sinfônica de Galícia na temporada de ópera da Espanha.
Em setembro, na França, foi Sparafucile da ópera Rigoletto com a Orquestra Nacional Montpellier Occitanie, com Direção Musical de Roderick Cox.
Em novembro de 2021 será Father TruLove da ópera The Rake´s Progress de Igor Stravinsky no Theatro Municipal de São Paulo sob regência de Roberto Minczuk.
Em Detroit, em maio de 2022 canta a Sinfonia nº 9 in Ré Menor, opus 125 de Beethoven sob regência de Jader Bignamini com a Orquestra Sinfônica de Detroit.
Em 2023 cantou Réquiem de Verdi, no Teatro Amazonas, sob regência do maestro Marcelo de Jesus e no Theatro Municipal de São Paulo, sob direção musical e regência de Alessandro Sangiorgi. Foi Osmin na ópera O Rapto do Serralhode Mozart, no Theatro São Pedro, em São Paulo, sob direção cênica de Jorge Takla e Ronaldo Zero e direção musical do Maestro Cláudio Cruz. E Daland na ópera Navio Fantasma de Richard Wagner no Theatro Municipal de São Paulo. 

### Prêmios
Foi vencedor de diversos concursos, tanto no Brasil como no exterior; entre eles, destacam-se o prêmio no XXI Concurso Carmen Gomes (1987); o troféu Baixo Guilherme Damiano (1987); a bolsa de estudos para a Juilliard School of Music (1989); o Die Meistersingers - AIMS, em Gratz, na Áustria (1994); o Opera Index, para a The Great Buffalo Opera; o YWCA (1995); o The New Jersey State Opera; o Lola Hayes Vocal Competition (1996) e o The William Mathews Sullivan Foundation Award (1997), entre outros.